# Dirceu Ferreira
Dirceu Ferreira (ur. 15 kwietnia 1942 w São Paulo) – piłkarz brazylijski grający na pozycji napastnika.

## Kariera klubowa
Dirceu występował w SE Palmeiras. Z Palmeiras zdobył mistrzostwo stanu São Paulo – Campeonato Paulista w 1963 roku.

## Kariera reprezentacyjna
Dirceu występował w olimpijskiej reprezentacji Brazylii. W 1963 roku Dirceu uczestniczył w Igrzyskach Panamerykańskich, na których Brazylia zdobyła złoty medal. Na turnieju w São Paulo Dirceu wystąpił tylko w meczu z Chile.